# Oberrieden
Oberrieden es una comuna suiza del cantón de Zúrich, situada en el distrito de Horgen. Limita al norte con la comuna de Thalwil, al este con Herrliberg y Meilen, y al sur y oeste con Horgen.